# David Buttolph
David Buttolph (New York, 3 agosto 1902 – Poway, 1º gennaio 1983) è stato un compositore statunitense.

## Biografia
James David Buttolph jr. venne educato alla Julliard School e successivamente completò la sua istruzione all'Accademia della Musica di Vienna. Negli anni venti lavorò nella capitale austriaca e a Monaco di Baviera; nel 1927 lavorò per la radio dell'NBC e solo nel 1933 approdò a Hollywood, dove comporrà musiche per più di duecento film.
Fra le sue opere si ricordano: Cuori incatenati, Senza perdono, Il romanzo di Lillian Russell, Il sergente immortale, Stella solitaria e La maschera di cera.
Ritiratosi a vita privata nel 1963, morì vent'anni dopo, il primo giorno del 1983.

## Filmografia parziale
- Susanna (I Am Suzanne!), regia di Rowland V. Lee (1933)
- Charlie Chan's Courage, regia di Eugene Forde e George Hadden (1934)
- Il paradiso delle stelle (George White's Scandals), regia di Thornton Freeland, Harry Lachman, George White (1934)
- La reginetta dei monelli (Dimples), regia di William A. Seiter (1936)
- Il canto del fiume (Swanee River), regia di Sidney Lanfield (1940)
- Il vendicatore di Jess il bandito (The Return of Frank James), regia di Fritz Lang (1940)
- La palude della morte (Swamp Water), regia di Jean Renoir (1941)
- Tre settimane d'amore (Weekend in Havana), regia di Walter Lang (1941)
- Signora per una notte (Lady for a Night), regia di Leigh Jason (1942)
- Tra le nevi sarò tua (Iceland), regia di H. Bruce Humberstone (1942)
- Il sergente immortale (Immortal Sergeant), regia di John M. Stahl (1943)
- La barriera d'oro (Nob Hill), regia di Henry Hathaway (1945)
- Doll Face, regia di Lewis Seiler - non accreditato (1945)
- Gli ammutinati di Sing Sing (Within These Walls), regia di H. Bruce Humberstone (1945)
- If I'm Lucky, regia di Lewis Seiler (1946)
- La vita è nostra (Claudia and David), regia di Walter Lang - musiche originali (non accreditato) (1946)
- La moneta insanguinata (The Brasher Doubloon), regia di John Brahm (1947)
- Vorrei sposare (June Bride), regia di Bretaigne Windust (1948)
- Assalto al cielo (Chain Lightning), regia di Stuart Heisler (1950)
- Squali d'acciaio (Submarine Command), regia di John Farrow (1951)
- Il mio uomo (My Man and I), regia di William A. Wellman (1952)
- The Eddie Cantor Story, regia di Alfred E. Green - musiche originali (1953)